# Бозджаада (район)
Бозджаада (тур. Bozcaada) — город и район в провинции Чанаккале (Турция). Полностью расположен на острове Тенедос, который по-турецки называется «Бозджаада» («сероватый остров»).